# Charlotte Corday
Marie Anne Charlotte Corday d'Armont, der er kendt og omtalt som Charlotte Corday (27. juli 1768 – 17. juli 1793), myrdede 13. juli 1793 den franske revolutionære leder Jean-Paul Marat ved et knivattentat og blev få dage efter henrettet i guillotinen for mordet.
Mordet på Marat var en betydningsfuld begivenhed i den tidlige del af Den Franske Revolution, og at han ikke længere kunne øve indflydelse bidrog nok til, at revolutionen løb løbsk i Dantons og Robespierres jakobinske rædselsregime. Corday er bemærkelsesværdig ved at kunne se, hvad der var på vej, og ved at sætte sit liv ind og trodse alle konventioner i forsøg på at standse det, men det lykkedes hende ikke, og hun kom måske endda utilsigtet til at befordre netop det, hun troede at forhindre.
Charlotte Corday kan med sin målbevidsthed, karakterstyrke og foragt for sin personlige skæbne minde en del om Jeanne d'Arc 362 år tidligere. Det fremgår af de billeder, der findes af hende, at hun var en ung, særdeles tiltrækkende kvinde, og hendes skrifter og optræden efter mordet vidner både om dybde i tanken og om en helt enestående sindsro, om end man ikke kan se bort fra en vis overdreven, romantiserende idealisme. Hun gjorde et voldsomt indtryk på dem, som kom i kontakt med hende under fængslingen, retssagen og ved henrettelsen. Selv bøddelen i Paris, Sanson, hvis gemyt nok hørte til de mindre følsomme, var stærkt påvirket og lod måske af den grund en anden foretage henrettelsen.

## Baggrund
Hun blev født i den lille by Saint-Saturnin-des-Ligneries i Normandiet som medlem af en fattig, aristokratisk familie og havde fire søskende. En beundret grandonkel på hendes mors side var dramatikeren Pierre Corneille, som bl.a. skrev helteepos om det klassiske Spartas magt og bedrifter, hvis miljø og tanker Charlotte levede sig stærkt ind i.
Efter hendes mors død blev hun som 13-årig indskrevet i klosterskolen Abbaye aux Dames i Caen sammen med sine to søstre. Klosteret var grundlagt år 1060 af Vilhelm Erobrerens hustru, Mathilde af Flandern. Corday blev uddannet her fra 1782 til 1790, hvor klostrene blev opløst ifølge et dekret af 13. december 1790. En gammel tante i Caen optog hende derefter i sit hus.
Hun havde altså gået i en katolsk skole, men selvom hun officielt bekendte sig som katolik, gik hun lidenskabeligt ind for den franske revolution og dens forsøg på at afkristne Frankrig. Samtidig var hun begejstret tilhænger af det moderate parti girondinerne, som havde flertal i Nationalforsamlingen, men var ved at blive fortrængt af det yderligtgående parti jakobinerne (ofte omtalt som "bjerget", fransk: La Montagne). En del girondinere var på grund af forfølgelser flygtet til Calvados, hvor de holdt møder, som Corday overværede; hun var derfor velorienteret om revolutionens hovedpersoner.
Jean-Paul Marat (1743-1793) var en fremtrædende videnskabsmand, men han kastede sig over politik op til og under revolutionen. Han var politisk skribent og udgiver af avisen Folkets Ven (L'ami du Peuple). Han var af natur modstander af alle magthavere. Marat havde stor indflydelse gennem sine skrifter og tvang Danton og Robespierre til mådehold. Han og den radikale, jakobinske bevægelse bekæmpede girondinerne, især efter at de i 1793 havde forsøgt at rejse provinserne til væbnet opstand imod regeringen i Paris. Og det på et tidspunkt, hvor landet var i krig. Charlotte Corday opfattede ham som revolutionens personificerede tyranni. Som "folkets ven" var han den, som forførte og vildledte det franske folk.

## Mordet
Charlotte Corday begyndte allerede i 1789 at overveje at dræbe Marat, der da havde ladet 22 girondinere arrestere. Den endelige beslutning om drabet tog hun, efter at kong Ludvig 16. blev henrettet (21. januar 1793), og efter at Marat blev fordømt af en ledende girondiner, Jacques Pierre Brissot.
Den 9. juli rejste hun fra Caen med Levnedsskildringer af Plutarch i bagagen. Hun ankom til Paris den 11. juli ved middagstid og indlogerede sig på Hotel de Providence. Med en introduktionsskrivelse opsøgte hun en deputeret i Nationalforsamlingen. Han oplyste, at Marat ikke længere kom der, men opholdt sig hjemme. (Marat varetog de fleste af sine pligter fra et badekar, fordi han led af en ondartet hudsygdom).
Om aftenen den 12. juli skrev hun på hotellet sin Adresse til de franske venner af lovene og freden. I den forklarede hun sine handlinger og opfordrede med stor kraft sine landsmænd til at rejse sig mod tyranniet. Denne henvendelse lå gemt i hendes tøj og havde følgende hovedindhold:

Adresse til de franske venner af lovene og freden.

" Hvor længe, oh ulykkelige franskmænd, vil I stille jer tilfreds midt i besværet og i splittelserne? Tilstrækkeligt og længe nok har oprørere, slyngler, sat deres egne ambitioner i stedet for det fælles bedste; hvorfor tilintetgør I, ofrene for deres galskab, jer selv for at opbygge deres begærs tyranni på Frankrigs ruiner?"

"Oprør bryder ud fra alle egne, "bjerget" triumferer ved forbrydelse og undertrykkelse, monstre gennemvædet med vort blod gennemfører disse afskyelige komplotter […] Vi arbejder på vor egen ødelæggelse med mere ildhu og energi, end man nogensinde har brugt på at vinde friheden! Oh franskmænd, om kort tid vil der af jer kun være mindet om jeres eksistens tilbage!"

"De vrede departementer marcherer allerede mod Paris, ufredens og borgerkrigens ild dækker allerede halvdelen af dette udstrakte rige; der er endnu et middel tilbage til at slukke den, men dette middel må anvendes straks. Den ondeste af slynglerne, Marat, hvis navn alene fremkalder billederne af alle hans forbrydelser, vil – allerede ved at falde for det hævnende jern – få "bjerget" til at ryste og Danton, Robespierre til at blegne, disse andre banditter på den blodige trone, omgivet af det lys, som menneskehedens hævnende guder uden tvivl kun hænger op for at gøres deres fald mere tydeligt og for at afskrække alle dem, som måtte føle sig fristet til at bygge deres egen lykke på bedragne folks ruin!"

"Franskmænd ! I kender jeres fjender, rejs jer ! Marchér ! Så det ødelagte "bjerg" ikke efterlader sig flere brødre og venner ! Jeg ser bort fra, om himlen skulle have en republikansk regering i baghånden til os, men den kan ikke give os en fra "bjerget" til herre uden at overdrive sin hævngerrighed […] Oh Frankrig! Din fred afhænger af lovenes overholdelse; jeg krænker dem ikke ved at dræbe Marat : Forbandet af universet er han udenfor loven. Hvilket tribunal vil dømme mig? Hvis jeg er skyldig, var Alcide det også, da han tilintetgjorde uhyrerne! […]"

"Oh, mit fædreland ! Dine ulykker sønderriver mit hjerte; jeg kan kun tilbyde dig mit liv ! og jeg takker himlen for den frihed, jeg har fået til at disponere over det ; ingen vil tabe ved min død ; jeg efterligner bestemt ikke Pâris (Bem.: Som myrdede Lepelletier de Saint-Fargeau, der blev republikkens første martyr) ved at lade mig dræbe. Jeg ønsker, at mit sidste suk skal være til nytte for mine medborgere, at mit hoved båret i Paris skal være et samlingsmærke for alle venner af lovene ! at det vaklende "bjerg" ser sin undergang skrevet med mit blod ! at jeg er deres sidste offer, og at det hævnede univers tilkendegiver, at jeg godt har tjent menneskehedens vel! Hvad resten angår, såfremt man skulle se på min handling med andre øjne, er jeg ikke urolig af den grund:
Om universet overraskes over denne store aktion, om jeg er genstand for skræk eller beundring. Min ånd, en smule jaloux over at leve videre i mindet, tager hverken bebrejdelse eller ære i betragtning. Altid uafhængig og altid borger, min pligt er nok for mig, al resten er intet. Gå i gang, drøm ikke om andet end at undgå slaveriet!..."

"Mine slægtninge og mine venner bør ikke udsættes for forhør, ingen kendte mine projekter. Jeg føjer min dåbsattest til denne adresse for at vise, at selv den svageste hånd føres af en fuldstændig hengivelse. Hvis jeg ikke skulle have held med mit forehavende, franskmænd ! Jeg har vist jer vejen, I kender jeres fjender; Rejs jer ! Marchér! Slå til ! "

Den 13. juli om morgenen sendte hun et kort til Marat og bad ham modtage hende, så hun kunne fortælle ham om begivenhederne i Caen. Derpå købte hun i Palais-Royal en skarp køkkenkniv med skæfte af ibenholt i en sort skede og tog til hans hus ved 13-tiden, hvor hun blev afvist i døren med den besked, at Marat var syg, ikke kunne modtage besøg, og at det var omsonst at opsøge ham igen. Hun tog tilbage til hotellet og skrev endnu et brev til Marat med en antydning om et planlagt girondinsk oprør i Caen, som hun ville afsløre for ham. Hun beklagede, at hun var blevet afvist tidligere på dagen og udtrykte håb om, at han ville modtage hende. Hun opholdt sig på sit hotel og afventede, at brevet skulle nå Marat. Uden at vente på svar, tog hun sit mest elegante tøj på, skjulte kniven i sit snøreliv og tog igen til Marats hus ved 19.30-tiden.
Efter at hun atter blev afvist ved døren, hørte Marat postyret på trappen (lejligheden var på 1. sal) og ønskede at tale med den, hvis brev han netop havde læst. Simone Evrard førte da Corday til et lille sovegemak ved siden af det rum, hvor Marat sad i sit badekar af kobber. Over siddebadekarret lå en træplade med hans papirer. Corday kunne ikke se Marat fra sovegemakket. Hun gav ham opdigtede navne på oprørere, mens hun ventede på, at Simone og de andre forlod værelserne. Da det var sket, og mens Marat sad bøjet over træpladen for at notere de opgivne navne, trak Corday kniven, trådte ind til Marat og huggede den i hans bryst med et eneste stik lige til skæftet. Kniven gennemborede hans ene lunge, aorta og venstre hjertekammer. Marat nåede at råbe: A moi, ma chère amie! ("Kom til mig, min kære veninde"), før han udåndede.
Øjeblikket er fastholdt af Jacques-Louis David i det berømte maleri Marats død.
Simone og andre kom styrtende til og alarmerede andre i huset, der også tjente som trykkeri for Marats avis. En medarbejder slog Corday ned, da hun passerede ham under sit forsøg på at flygte, og han bandt hendes hænder. Hun tilbragte resten af aftenen i salonen op til det sovegemak, hvor hendes offer blev balsameret under Simones hjerteskærende gråd. Corday blev ret hurtigt bevogtet af gendarmer, som var blevet tilkaldt, og som måtte beskytte hende mod at blive lynchet af dem, der strømmede til huset, efterhånden som nyheden om mordet bredte sig. Her forbløffede hun deputerede og journalister ved at være aldeles kold og behersket, og besvarede fx. et spørgsmål om, hun havde øvet sig, siden hun kunne ramme Marat i hjertet med et eneste stød. Hun svarede, at: "Den vrede, som fyldte mit hjerte, viste mig hvordan". Først efter midnat blev hun ført til nærmeste fængsel, l'Abbaye, hvorfra hun næste dag blev overført til en celle i Conciergeriet.
Her sad hun, til retssagen mod hende blev indledt den 17. juli kl. 8 om morgenen. Den var udsat til det "revolutionære Paris" havde arrangeret en storslået begravelse for Marat. Hun brugte tiden på at reparere sit tøj, der var blevet flænget under tilfangetagelsen, og desuden skrev hun til sin far:

Undskyld mig, min kære papa, for at have disponeret over min eksistens uden Deres tilladelse. Jeg har dygtigt hævnet uskyldige ofre, jeg er dygtigt kommet andre katastrofer i forkøbet. Folket vil, når det en dag ikke længere bedrages, glæde sig over at være befriet for en tyran. Når jeg har søgt at overbevise Dem om, at jeg tog til England, er det fordi, jeg håbede at kunne forblive incognito, men jeg har indset umuligheden af det. Jeg håber, at De ikke bliver udsat for forfølgelse. I alle tilfælde tror jeg, at De vil finde forsvarere i Caen. Jeg har bedt om at få Gustave Doulcet (Bem: Gustave Doulcet de Pontecoulant var deputeret og medlem af den yderligtgående, jacobinske bevægelse, altså Cordays fjende) som forsvarer: Et sådant attentat tillader alligevel intet forsvar, det er for en forms skyld. Farvel, min kære papa, jeg beder Dem glemme mig, eller snarere glæde Dem over min skæbne, hvortil årsagen er smuk. Jeg omfavner min søster, som jeg elsker af hele mit hjerte, og ligeså alle mine slægtninge. Glem ikke dette vers af Corneille:

Forbrydelsen udgør skammen, ikke skafottet!

Det er i morgen kl. 8, man dømmer mig. (Skrevet) denne 16. juli.

## Retssagen
Som retspræsident fungerede Montané, som blev assisteret af dommerne Foucault, Roussillon og Ardouin. Fouquier-Tinville indtog sin plads som offentlig anklager. De tolv medlemmer af juryen var Jourdeuil, Fallot, Ganney, Le Roy, Brochet, Chrétien, Godin, Rhoumin, Brichet, Sion, Antoine Fualdès og Duplain.
Chaveau-Lagarde, som tidligere havde repræsenteret Marie-Antoinette, blev udpeget som forsvarer. Gustave Dulcet de Pontecoulant, som hun selv havde peget på i sit brev til sin far, havde ikke svaret på en henvendelse om at påtage sig hvervet. Retspræsidenten instruerede forsvareren om at plædere for utilregnelighed på grund af sindssyge, måske som forsøg på politisk rygdækning, måske som forsøg på at undgå dødsdommen. Chaveau-Lagarde, som udmærket forstod begrundelsen for Cordays handlinger, kunne ikke modsætte sig instruksen, men benyttede anledningen til at gøre nar af rettens ønske ved at fremføre det i et velformuleret og tvetydigt indlæg. I øvrigt dementerede Corday selv enhver sådan mulig udlægning ved sin totale overlegenhed over for anklager og dommere.
Vidner bekræftede, at hun havde begået forbrydelsen, og Cordays vidneudsagn, der gik ud på, at hun havde planlagt og udført mordet alene efter sin egen tilskyndelse, inddrog hverken girondinerne eller andre. "Jeg dræbte én mand for at redde tusinder", sagde hun, idet hun formodentlig dermed hentydede til modparten Robespierres ord før henrettelsen af Ludvig 16. Igen forsøgte anklageren Fouquier-Tinville at få svar på, om hun havde erfaring i at bruge kniv, idet han nævnte, at det er uhyre vanskeligt at myrde et menneske næsten øjeblikkeligt med et eneste stød i hjertet. Cordays svar vakte opstandelse, da hun dramatisk henvendte sig til retten med ordene: "Dette uhyre anser mig minsandten for at være en morderske!"
Anklageren påstod hende dømt til halshugning i guillotinen, og juryen kendte hende skyldig i at have begået drab med forsæt. Tribunalet dømte hende logisk nok til døden og til at bære dødsdømte morderes røde kappe. Dommen faldt lidt over middag, og fuldbyrdelsen skulle, som det var sædvane, ske så snart den kunne arrangeres.
Corday blev i mellemtiden ført til sin celle, hvor hun afslog at modtage besøg af en præst. Hun sad hun tilsyneladende uberørt af situationen i ca. to timer model for en kunstmaler (Johann Jakob Hauer, 1751-1829), som malede hendes portræt. Det hænger i dag i Versailles og kan ses her (Webside ikke længere tilgængelig).

## Henrettelsen
Bøddelen i Paris, Charles-Henri Sanson, som skulle foretage henrettelsen, har beskrevet forløbet i sine erindringer. Charlotte Corday har i løbet af deres kun to timer sammen tydeligvis gjort et så voldsomt indtryk på ham, at han er tæt på at indrømme, at han med vilje overlod selve henrettelsen til sine hjælpere. Trods sin store erfaring (han henrettede i alt 2.918 mennesker under revolutionen) har han næppe i sin gerning mødt nogen, som i den grad var upåvirket af udsigten til at skulle dø, og så er hun endda en ung kvinde. Sanson beskriver forløbet således:

"Onsdag den 17., kl. 10 om morgenen meldte jeg mig på borger Fouquiers ordre. Fouquier var i møde, han lod mig svare, at jeg skulle vente og ikke fjerne mig. Jeg gik ned ad trappen og fik en bid mad hos borger Fournier. Hen mod kl. 1 om eftermiddagen fortalte en borger, som kom ned fra Tribunalet, at pigen var blevet dømt. Jeg gik derfor op igen og befandt mig i vidnernes opholdsrum, da borger Fouquier gik gennem det sammen med borger Montané. Han så mig ikke, fordi han skændes temmelig voldsomt med nævnte Montané, som han bebrejdede at være den anklagede gunstigt stemt. De forblev i mere end en time bag den lukkede dør til kontoret. Da de kom ud igen, opdagede borger Fouquier mig og spurgte mig vredt: "Er du dér endnu?" Jeg svarede ham, at jeg endnu ikke havde modtaget nogen ordre. Borger Fabricius kom ind med et udkast og kopien af dommen, som blev underskrevet, og vi gik ned til Conciergeriet. Jeg talte med borger Richard, og mens jeg gjorde det, så jeg hans borgerinde hustru, som var helt bleg og ligesom skælvende. Jeg spurgte hende, om hun var syg. Hun svarede mig: "Vent De bare, måske vil Deres hjerte svigte Dem mere, end mit har gjort."

"Borger Richard førte os til den dømtes kammer. Borgerne Firrase og Monet, tribunalets betjente, gik først ind, mens jeg forblev ved døren. I den dømtes rum befandt sig to personer, en gendarm og en borger, som malede hendes portræt. Hun sad på en stol og skrev noget med en bog som underlag. Hun så ikke på betjentene, men på mig, og gjorde tegn til mig om at vente. Da hun var færdig, begyndte borgerne Firrase og Monet at oplæse dommen, og imens foldede borgerinde Corday det papir sammen, som hun havde skrevet, til et brev, og gav det til borger Monet, idet hun bad ham lade det komme borger deputeret Pontecoulant i hænde. Derpå flyttede hun sin stol ind midt i værelset, tog sin hætte af, løste sit kastanjebrune hår – der var meget langt og meget smukt – og gjorde tegn til mig om at klippe det af."

"Siden M. de la Barre havde jeg aldrig mødt et lignende mod stillet overfor at skulle dø. Vi var dérinde seks eller syv borgere, hvis bestilling ikke var egnet til at gøre os rørte; men hun syntes mindre bevæget end os alle, og hendes læber havde ikke engang mistet deres farve. Da hendes hår faldt, gav hun en lok af det til borger maleren, som havde tegnet hende, og overlod resten til borger Richard som gave til hans hustru. Jeg gav hende den røde dragt, som hun selv tog på og arrangerede. Hun spurgte mig, da jeg gjorde klar til at binde hende, om hun måtte tage sine handsker på, fordi dé, som havde bundet hende ved arrestationen, havde strammet rebet så hårdt, at der stadig var sår på hendes håndled. Jeg sagde til hende, at hun kunne gøre, som hun ville, men at denne forholdsregel var unødvendig, fordi jeg vidste, hvordan jeg skulle binde hende uden at gøre hende nogen som helst skade. Hun sagde leende: "Man havde virkelig ikke Deres øvelse" og rakte mig sine bare hænder."

"Vi steg op i kærren. Der var to stole, og jeg indbød hende til at sidde, men hun afslog. Jeg sagde til hende, at hun havde ret, og at rystelserne på den måde ville være mindre trættende; hun lo endnu engang, men uden at svare mig. Hun forblev stående, støttet mod sidefjælene. Firmin, som sad bag i vognen, ville tage taburetten, men jeg forhindrede ham i det, og jeg satte den foran borgerinden, for at hun kunne støtte et af sine knæ på den. Det regnede og tordnede i det øjeblik, vi nåede til kajerne; men folk, som stod i stort tal langs vores vej, spredte sig ikke af den grund, som det ellers plejede at ske. Man havde råbt og skreget meget i det øjeblik, hvor vi kom ud fra arkaden, men jo længere vi kom frem, desto mindre talrige syntes disse råb at blive. Der var næppe andre end dem, som gik ved siden af os, som fornærmede den dømte og bebrejdede hende mordet på Marat. I et vindue i rue de Saint-Honoré genkendte jeg borgerne Robespierre, Camille Desmoulins og Danton. Borger Robespierre syntes meget ophidset og talte meget til sine kolleger, men disse – og særlig borger Danton – gav indtryk af ikke at høre efter, så meget var de optaget af at betragte den dømte."

"Jeg selv vendte mig hvert øjeblik for at se hende, og jo mere jeg betragtede hende, desto mere havde jeg lyst til at se på hende. Det var ikke på grund af hendes skønhed, så stor den end var; men det syntes mig at være umuligt, at hun lige til slutningen forblev lige så mild, lige så modig som jeg så hende, og jeg ville forsikre mig om, at hun da måtte vise svaghed som de andre, men jeg véd ikke hvorfor, hver gang jeg rettede mit blik mod hende, rystede jeg over, at hun ikke var faldet i afmagt. Imidlertid skete der det, som jeg anså for umuligt: I løbet af de to timer, hvor hun var tæt ved mig, dirrede hende øjenlåg ikke det mindste, og jeg så ikke en bevægelse af vrede eller indignation på hendes ansigt. Hun talte ikke, hun betragtede – ikke dem, som omgav kærren og afleverede deres ondskabsfuldheder – men de borgere, som stod langs husene. Der var så mange på gaden, at vi kom meget langsomt frem. Eftersom hun havde sukket, mente jeg at kunne sige til hende: "De finder vel, at der er temmelig langt, ikke sandt?" Hun svarede mig: "Bah! Vi er alligevel sikre på at komme frem", og hendes stemme var lige så rolig, lige så tydelig som i fængslet."

"I det øjeblik, hvor vi nåede frem til Place de la Révolution (den nuværende Place de la Concorde), rejste jeg mig og placerede mig foran hende for at hindre hende i at se guillotinen. Men hun lænede sig frem for at se og sagde til mig: "Jeg har ret til at være nysgerrig, for jeg har aldrig set sådan en!". Jeg tror ikke desto mindre, at hendes nysgerrighed fik hende til at blegne, men det varede kun et kort øjeblik, og næsten straks genvandt hendes teint sin farve, som var meget levende. Da vi steg ud af kærren, opdagede jeg, at en del ukendte havde blandet sig med mine folk. Mens jeg henvendte mig til gendarmerne, for at de kunne hjælpe mig med at rydde pladsen, var den dømte hurtigt gået op ad trappen. Da hun nåede platformen, efter at Firmin på lidt barsk måde havde fjernet hendes halstørklæde, skyndte hun sig selv hen til vippebrættet, hvor hun blev bundet fast."

"Selvom jeg ikke var på min plads, tænkte jeg, at det ville være barbarisk at forlænge denne modige kvindes dødsangst så meget som et sekund mere, og jeg gav tegn til Firmin, som befandt sig ved højre pæl, om at frigøre udløseren. Jeg befandt mig stadig ved foden af skafottet, da en af de uvedkommende, som havde blandet sig mellem de andre, en tømrer ved navn Legros, der i løbet af dagen havde arbejdet på at reparere guillotinen, samlede borgerinde Cordays hoved op og viste det til folket. Selv om jeg var vant til den slags optræden, blev jeg alligevel bange. Det forekom mig, at det var mig, disse halvåbne øjne så på, og at jeg endnu i dem genfandt denne gennemtrængende og uimodståelige blidhed, som havde forbavset mig så meget. Jeg vendte mit hoved bort. Det var kun fra folks mumlen, som jeg hørte rundt om mig, at jeg erfarede, at denne slyngel havde givet hovedet en lussing, det var andre, som forsikrede mig om, at hun var rødmet ved denne fornærmelse."

Kommunen Paris og tribunalet tilfredsstillede den offentlige mening ved at idømme Legros tre måneders fængsel for overtrædelse af etiketten på skafottet.
Efter obduktion af Cordays lig, der bl.a. fastslog, at hun var jomfru, blev det uden ceremoni begravet på Madeleine kirkegården. I 1804 sattes et simpelt kors på graven, og i 1815 flyttedes resterne til kirkegården på Montparnasse.

## Senere begivenheder
Mordet på Marat standsede bestemt ikke jakobinerne eller terroren. Marat blev martyr, og buster af Marat blev sat op i stedet for krucifikser og religiøse statuer, som ikke længere var velsete under det nye regime. Den anti-feministiske holdning hos mange af revolutionens ledere forstærkedes af Cordays handlinger, og revolutionen vendte sig bl.a. med fuld styrke mod Marie-Antoinette, kongens fængslede enke.
Denne begejstring for Marat varede kun to år, og han blev omvurderet af offentligheden; Charlotte blev nu nærmest en heltinde, som havde givet sit liv for at befri sit land for et uhyre.